# Comaster nobilis
Comaster nobilis is een haarster uit de familie Comatulidae.
De wetenschappelijke naam van de soort werd in 1884 gepubliceerd door Philip Herbert Carpenter.